# Quentin Braat
Quentin Braat, né le 6 juillet 1997 à Fontainebleau, est un footballeur français. Il évolue au poste de gardien de but au Rodez AF.

## Carrière
Après un premier essai à l'âge de treize ans au FC Nantes, Quentin Braat rejoint le club en 2012.
Il est retenu pour la première fois dans le groupe professionnel pour la réception de l'Olympique lyonnais le 1er décembre 2015. Il signe son premier contrat professionnel lors de l'été 2017.
Pour la saison 2019-2020, il est prêté au Chamois niortais sans option d'achat. Il dispute son premier match professionnel le 26 juillet 2019 face à l'ES Troyes AC (défaite 0-2). Arrivé en tant que doublure de Saturnin Allagbé, il profite des blessures de ce dernier pour accumuler du temps de jeu, prenant part à 16 rencontres de Ligue 2.
Il s'engage définitivement le 8 juillet 2020 auprès de Niort, y paraphant un contrat de deux ans. Blessé à l'épaule, il manque le début de saison 2020-2021. Malgré le transfert d'Allagbé vers Dijon, il n'hérite pas de la place de titulaire, Mathieu Michel arrivant au club.
En fin de contrat avec les Chamois niortais le 30 juin 2022, Quentin Braat est recruté par le Real Oviedo, pensionnaire de Segunda División (D2 espagnole) ayant manqué de peu les barrages d'accession à la Liga la saison précédente.

## Palmarès
Il est champion d'Europe avec l'équipe des France des moins de 19 ans en 2016.